# آيت يوسف أوحمو (آيت نعمان الشمالية)
آيت يوسف أوحمو هو دُوَّار يقع بجماعة آيت نعمان، إقليم الحاجب، جهة فاس مكناس في المملكة المغربية. ينتمي الدوّار لمشيخة آيت نعمان الشمالية التي تضم 8 دواوير. يقدر عدد سكانه بـ 392 نسمة حسب الإحصاء الرسمي للسكان والسكنى لسنة 2004.

## وصلات خارجية
- البوابة الوطنية للجماعات الترابية
- المندوبية السامية للتخطيط